# Quatuor pour piano et cordes no 2 de Fauré
Pour les articles homonymes, voir Quatuor pour piano et cordes.
Le Quatuor pour piano et cordes no 2 en sol mineur opus 45 est le second quatuor pour piano, violon, alto et violoncelle de Gabriel Fauré.

## Contexte et création
Gabriel Fauré compose son Quatuor pour piano et cordes no 2 en 1886 (soit sept ans après son quatuor pour piano et cordes no 1). Il est créé le 22 janvier 1887 à la Société nationale de musique à Paris avec Guillaume Rémy au violon, Louis Van Waefelghem à l'alto, Jules Delsart au violoncelle et le compositeur au piano,. Le manuscrit porte une dédicace à Hans von Bülow. Si seuls sept années séparent les deux quatuors, il y a cependant beaucoup de différences entre les deux. Ce quatuor pour piano et cordes est écrit dans la « seconde manière » du compositeur qui composera aussitôt après son Requiem. Jean-Michel Nectoux définit cette seconde manière comme étant « celle de la maturité artistique ».

## Structure
1. Allegro molto moderato (à )
2. Scherzo : Allegro molto (à 
, en mi bémol majeur)
3. Adagio non troppo (à 
 et 
, en mi bémol majeur)
4. Finale : Allegro molto (à 
, en sol mineur)

La durée d'exécution est d'environ trente deux minutes.

## Analyse

### Allegro molto moderato
Le début de ce mouvement s'ouvre par un unisson des cordes tandis que le piano fait un ostinato rythmique de triples croches. Selon Jean-Michel Nectoux, il est « d'une force éruptive ». Le mouvement progresse chromatiquement tandis que le piano amplifie la polyphonie des cordes. Une seconde idée tirée du premier thème est donnée par l'alto dans la tonalité de si bémol majeur. Le second thème, dans une atmosphère molto tranquillamente et dans une nuance pp prolonge le calme de la seconde idée. La fin de l'exposition se fait par un bref rappel du premier thème orageux avant de finir sur un mi bémol majeur lumineux. Le développement commence dans le relatif mineur de la tonalité précédente, en do mineur, avant de laisser place à une partie beaucoup plus contrapuntique, où le second thème est remarquablement traité à quatre voix. La réexposition retrouve l'aspect grandiose de l'ouverture en accentuant le côté déchaîné. La longue coda fait office de développement terminal et reprend le thème impétueux initial qui se termine dans une nuance pianissimo.

### Scherzo: Allegro molto
Le scherzo a des allures « hoffmannesque » et il ne respecte pas totalement l'esprit du scherzo car le trio n'apporte aucun répit. Il n'y a qu'un seul thème, donné par le piano et rejoué par les cordes.  Ces dernières jouent aussi un thème qui évoluent par enharmonies et qui dérive du premier thème du mouvement précédent. La reprise inverse l'instrumentation et donne le thème aux cordes dans la tonalité de la mineur et le trio est donné au piano en do bémol majeur.

### Adagio non troppo
Ce mouvement est le sommet expressif de l'œuvre, un « souvenir » traduit en « vague rêverie » selon les dires du compositeur. Le mouvement commence par un motif dans le registre grave du piano dont la main gauche, en syncope décalées, créée un effet de 
 dans le 
 du mouvement. Le carillon est alors une référence explicite aux cloches qu'entendait le compositeur enfant dans les vallées ariégeoises. L'alto chante alors une cantilène, unique thème du mouvement, dans une nuance dolce espressivo. Ce thème est ensuite développé et varié. Le thème secondaire donné par le piano n'offre pas de contraste avec le premier, hormis le passage dans une mesure à 
. La reprise modulante donne ensuite la cantilène au piano et le carillon aux cordes en unisson. La cantilène est répétée une dernière fois au violon sur des arpèges du piano avant que la coda n'arrive avec les cordes en sourdine. 

### Finale: Allegro molto
Le dernier mouvement est le plus long de l'œuvre avec plus de cinq cent soixante mesures. Il n'a cependant pas la puissance du finale du quatuor précédent et a suscité beaucoup de réserves, notamment de par sa prolixité et sa pauvreté thématique. L'exposition reprend la tonalité de l'allegro du premier mouvement dans un rythme ternaire avec un premier groupe thématique donné par le clavier. Le second groupe thématique est d'abord donné par les cordes puis par le violon seul. Le développement est court et possède une vraie richesse contrapuntique. La réexposition est régulière et module vers la tonalité de sol majeur jusqu'à la coda en forme de strette sur le premier groupe thématique. La conclusion se fait dans un fortissimo fougueux et jubilatoire.